# 安娜·弗里茨的尸体
安娜·弗里茨的尸体（西班牙語：El cadáver de Anna Fritz）是一部2015年上映的西班牙驚悚片，由赫克托·埃尔南德斯·维森斯（Hèctor Hernández Vicens）编剧并执导。该片于2015年3月15日在美國德克萨斯州奧斯汀的西南偏南电影节（SXSW）上首映。

## 概要
知名影星安娜佛利茲意外身亡，伊凡等三名年輕人闖進停屍間，並與屍體發生性關係。沒想到，美女竟死而復生。

## 評價
烂番茄根据9名影评人的評價给出的评分为67%，而影片平均分为6.4/10。